# Tavakkul Karmán
Tavakkul Karmán (arabul: توكل كرمان, Taizz, Jemen, 1979. február 7. – ) jemeni újságíró, politikus és emberi jogi aktivista. Az al-Iszláh (Reform) Párt vezető személyisége, aki 2005-ben részt vett a „Női újságírók láncok nélkül” (angolul Women Journalists Without Chains) szervezet megalapításában.
2007-től követelte, hogy Jemenben hozzanak létre egy mobiltelefonon működő hírszolgálatot, majd 2007 májusától hetente tüntetéseket szervezett a sajtószabadságért.
A 2011–2012-es jemeni forradalom során lett világszerte ismert. Honfitársai „Vasasszony” és a „Forradalom anyja” beceneveket adták neki.
2011. október 7-én az oslói Nobel-díj-bizottság bejelentette, hogy a 2011-es Nobel-békedíjat megosztva kapta Tavakkul Karmán, Ellen Johnson-Sirleaf libériai elnökasszony és Leymah Gbowee libériai békeaktivista.

## Fordítás
- Ez a szócikk részben vagy egészben  a   Tawakel Karman című angol Wikipédia-szócikk ezen változatának fordításán alapul.  Az eredeti cikk szerkesztőit annak laptörténete sorolja fel. Ez a jelzés csupán a megfogalmazás eredetét és a szerzői jogokat jelzi, nem szolgál a cikkben szereplő információk forrásmegjelöléseként.